# Sergentomyia curvata
Sergentomyia curvata är en tvåvingeart som beskrevs av Lewis och Dyce 1983. Sergentomyia curvata ingår i släktet Sergentomyia och familjen fjärilsmyggor. Inga underarter finns listade i Catalogue of Life.